# Separate Vocations
Separate Vocations (llamado Vocaciones separadas en España y Vocaciones distintas en Hispanoamérica), es un capítulo perteneciente a la tercera temporada de la serie animada Los Simpson, emitido originalmente el 27 de febrero de 1992. El episodio fue escrito por George Meyer y dirigido por Jeffrey Lynch. Steve Allen fue la estrella invitada.

## Sinopsis
En la escuela les hacen tomar un examen de orientación vocacional a los alumnos (los cuales son analizados por una computadora). A Lisa le informan que su ocupación ideal sería la de ama de casa, mientras que la vocación de Bart es oficial de policía.
A Bart le ofrecen un paseo en un patrullero y termina en una persecución y arresto de Snake. Lisa odia su destino, ella quiere dedicarse al Jazz y se rebela volviéndose una problemática en la escuela.
Bart, por el contrario, ama la vida de policía, y el director le ofrece el cargo de Vigilante de Pasillo de la escuela, infraccionando a los niños que cometían actos que violaban las reglas escolares. Cuando Lisa, secretamente, roba todos los manuales de los maestros, exponiendo su ignorancia, Bart ayuda al director Skinner a descubrir al culpable. Dándose cuenta de que es Lisa quien hizo todo, Bart decide asumir la culpa y no manchar su buena reputación, simulando que había sido él quien había robado los libros. Luego, el niño vuelve a su vida de mal estudiante que vive castigado, mientras que Lisa vuelve a tocar su saxofón.

## Recepción
En 1992, Nancy Cartwright recibió un premio Emmy en la categoría "Mejor doblaje" por su voz a Bart Simpson.